# Šmalkaldský spolek
Šmalkaldský nebo Schmalkaldský spolek (německy Schmalkaldischer Bund, latinsky Foedus Smalcaldicum nebo Liga Smalcaldica) byl obrannou aliancí luteránských knížat uvnitř římskoněmecké říše během poloviny 16. století. Ačkoli spolek původně vznikl z náboženských důvodů brzy po začátku protestantské reformace, jeho členové se nakonec pokusili o nahrazení Svaté říše římské aliancí, jakožto zdroje politické loajality. Ačkoli to nebyla první aliance svého druhu, na rozdíl od předchozích útvarů, jako např. Torgavský spolek, disponoval Šmalkaldský spolek dostatečně silnou vojenskou silou k hájení svých politických a náboženských zájmů. Svůj název dostal spolek podle města Šmalkaldy v Durynsku.

## Vznik a členové

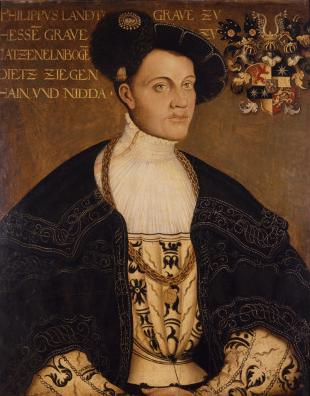
Portrét Filipa I., lankraběte hesenského

Aliance oficiálně vznikla 27. února 1531, z iniciativy Filipa I., lankraběte hesenského a Jana Bedřicha I. Saského, dvou nejmocnějších protestantských panovníků té doby. Původní smysl spolku byla ochrana náboženského vyznání, přičemž členové se zavázali ke vzájemné obraně, pokud by na území některého z nich zaútočil Karel V., císař Svaté říše římské. Na naléhání saského kurfiřta bylo členství podmíněno luteránstvím augsburského vyznání nebo Confessio Tetrapolitana. To upevnilo dominanci luteránství v Německu a eliminovalo zwinglianismus, jenž měl do té doby řadu stoupenců.

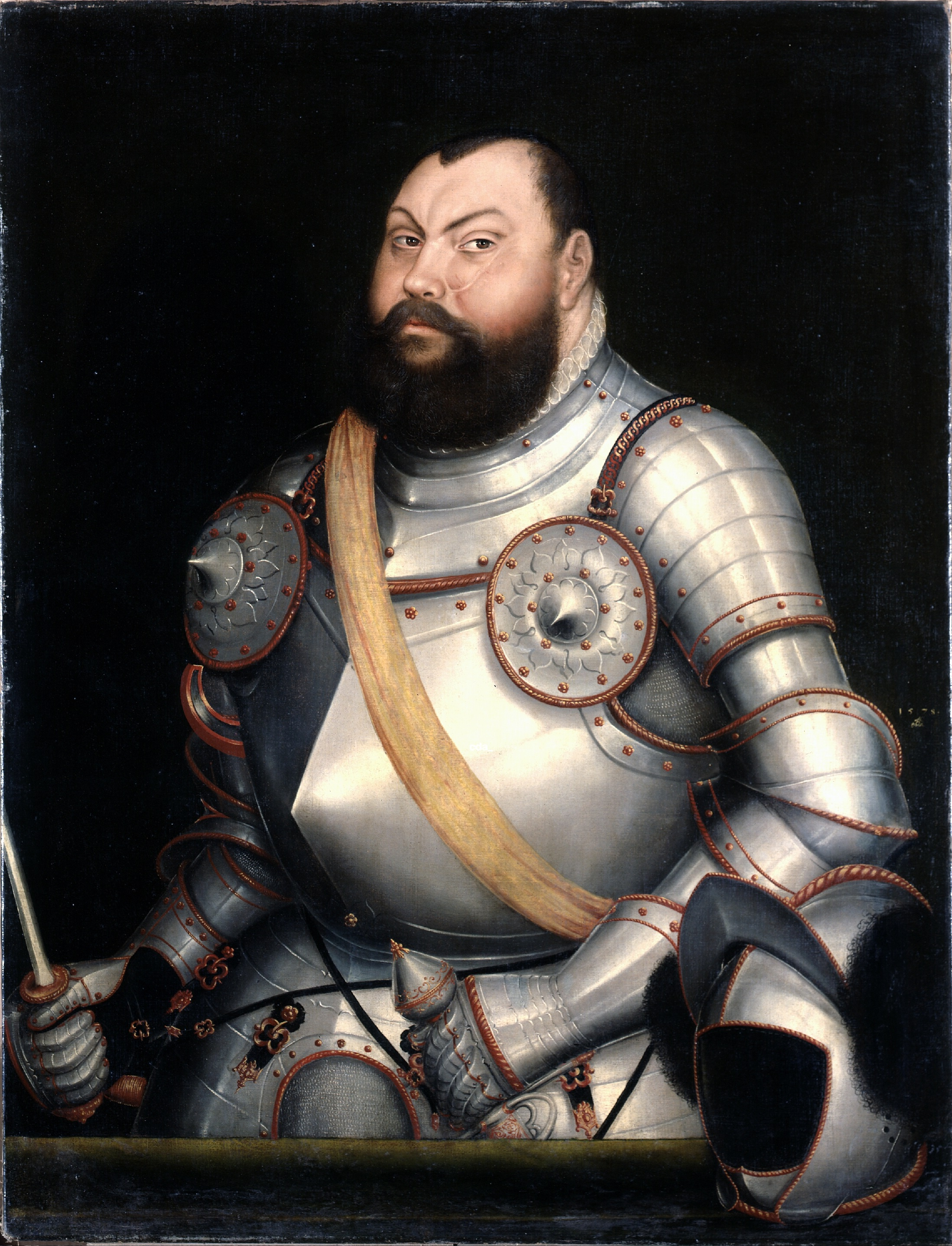
Saský kurfiřt Jan Bedřich I. od Lucase Cranacha ml.

Spolek se brzy stal více než jen místním politickým hnutím, neboť vymanění se z vlivu katolické církve skýtalo také značné ekonomické výhody. V prosinci 1535 spolek přijal každého, kdo byl ochoten přistoupit na Augsburské vyznání, čímž přibyly Anhaltsko, Württembersko, Pomořansko, stejně jako svobodná říšská města Augsburg, Frankfurt nad Mohanem, či Kempten.
V roce 1535 se ke spolku připojil francouzský král František I. Francouzský stojící proti Habsburkům, ten však později z důvodu vnitřních náboženských neshod vystoupil. Sultán Sulejman I. diplomaticky intervenoval ve prospěch smíření, a je známo, že poslal nejméně jeden dopis německým protestantským panovníkům, aby vyjádřil svoji podporu jejich spojení s Františkem I. proti Karlu V.
Roku 1538 se Šmalkaldský spolek spojil s nově reformovaným Dánským královstvím. Roku 1539 spolek získal Braniborsko, které vedl Jáchym II. Hektor. V roce 1545 spolek získal podporu falckého kurfiřtství, pod správou kurfiřta Bedřicha III. Roku 1544 Dánsko a Svatá říše římská podepsaly Špýrskou dohodu, ve které Kristián III. Dánský prohlašoval, že po dobu jeho vlády bude Dánsko vůči Svaté říši zachovávat mírovou politiku.

## Seznam členů

### Zakládající členové
| státy: - Hesenské lankrabství - Saské kurfiřtství - Brunšvicko-lüneburské vévodství - Mansfeldské hrabství - Anhaltsko-köthenské knížectví - Grubenhagenské knížectví - Erbašské hrabství |  | říšská města: - Štrasburk - Ulm - Kostnice - Reutlingen - Memmingen - Lindau - Biberach an der Riß - Isny im Allgäu |  | dolnosaská města: - Magdeburg hanzovní města: - Brémy - Lübeck (do 1536) |

### Připojení členové
| státy: - Anhaltsko-desavské knížectví (1536) - Anhaltsko-zerbstské knížectví (1536) - Pomořansko-štětínské vévodství (1536) - Pomořansko-wolgastské vévodství (1536) - Württemberské vévodství (1536) - Nasavsko-saarbrückenské hrabství (1537) - Nasavsko-weilburské hrabství (srpen 1537) - Braniborsko-kostřínské markrabství (1538) - Rochlitzské vévodství (1538) - Schwarzbursko-arnstadtské hrabství (1538) - Teklenburské hrabství (1538) - Brunšvicko-wolfenbüttelské knížectví (1542) - Münsterské knížecí biskupství - saská albrechtinská větev Wettinů (1537–1541) - Falcké kurfiřtství (1545) |  | říšská města: - Esslingen (1531/1532) - Nordhausen (1532) - Frankfurt (1536) - Augsburg (1536) - Kempten (1536) - Heilbronn (červenec 1538) - Schwäbisch Hall (1538) - Dinkelsbühl (1546) - Bopfingen (září 1546) - Ravensburg (1546) |  | dolnosaská města: - Einbeck (1531/1532) - Goslar (1531/1532) - Braunschweig (1531/1532) - Hannover (1536) - Göttingen (květen 1531) - Hildesheim (leden 1543) - Osnabruck (1544) hanzovní města: - Hamburk (1536) - Minden (srpen 1536) |

## Aktivita
Členové spolku se dohodli na poskytnutí 10 000 pěších vojáků a 2 000 jezdců pro svou vzájemnou obranu. Jen zřídka se střetli přímo s Karlem, ale čile konfiskovali církevní půdu, vyháněli biskupy a katolická knížata, a pomáhali šířit luteránství po severním Německu. Martin Luther zamýšlel během setkání v roce 1537 představit alianci své tzv. Šmalkaldské učení, přísnější verzi protestantství. Luther se sice setkání v roce 1537 zúčastnil, ale většinu času trpěl bolestmi kvůli ledvinovým kamenům. Panovníci se dokonce sešli v domě, kde Luther bydlel. Ačkoli byl Luther vyzván, aby připravil učení o víře, které vešly ve známost jako Šmalkaldské učení, v době setkání ještě nebyly formálně přijaty, i když později byly začleněny do luteránského vyznání, v Knize shody z roku 1580, v německém a latinském překladu, v úřední latině pak Kniha shody vyšla roku 1584 v Lipsku.
Po dobu patnácti let existoval spolek nerušeně, neboť Karel byl zaměstnán vedením války s Francií a Osmanskou říší. Osmansko-habsburské války trvaly od roku 1526 do roku 1571. V roce 1535 Karel vedl úspěšné tažení do Tuniska. František I. Francouzský se ve snaze omezit moc Habsburků spojil se Sulejmanem I. vládcem Osmanské říše a ti společně vytvořili Franko-osmanskou alianci. Italská válka (1535–1538) mezi Francií a Svatou říší římskou skončila v roce 1538 příměřím z Nice. Konečná válka v tomto období bojů Karla proti Francii, Italská válka 1542-1544, skončila nerozhodně a byl uzavřen Crépský mír.

## Šmalkaldská válka

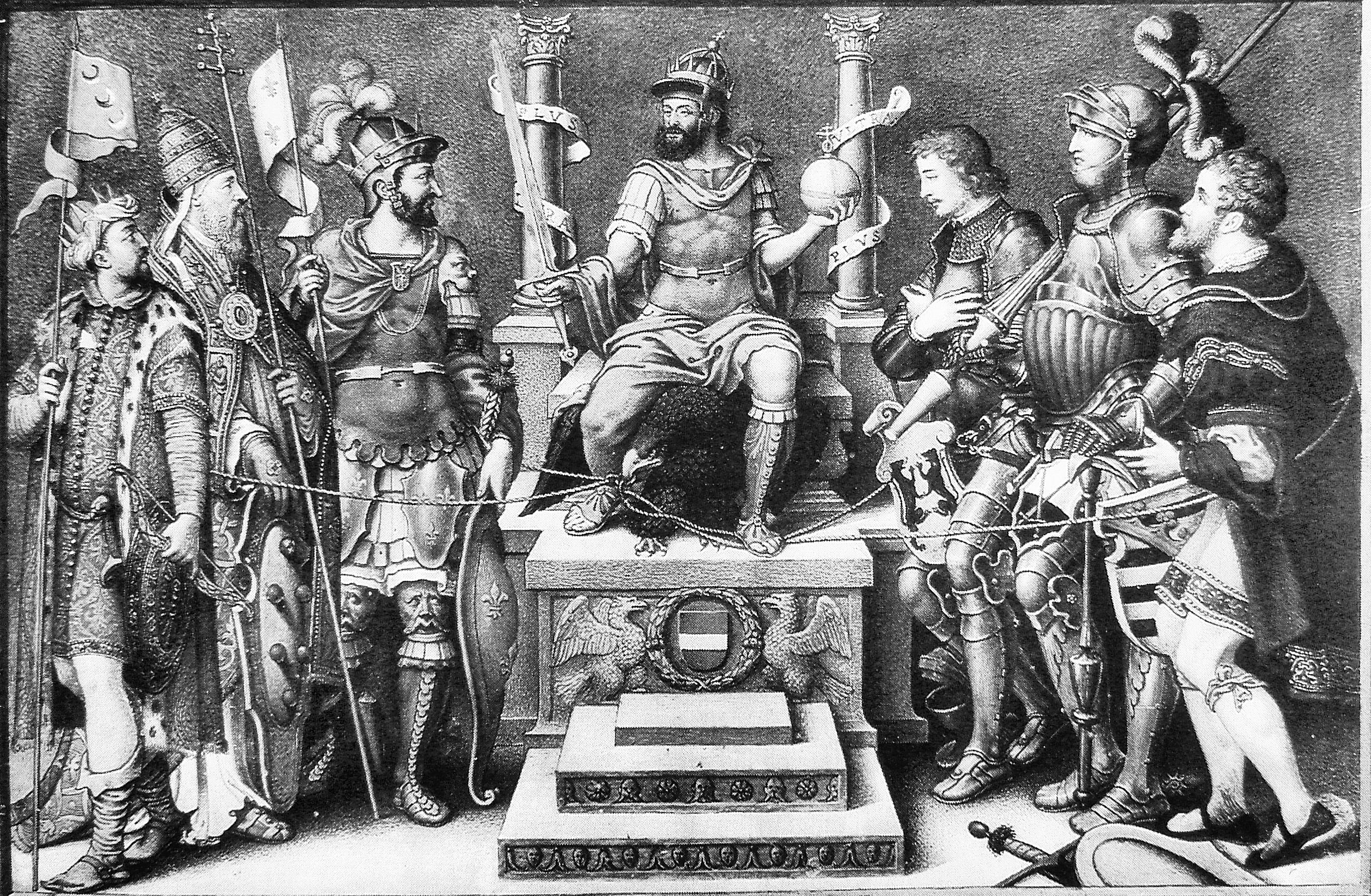
Karel V. na trůnu před poraženými protivníky (zleva): Sulejman I., papež Klement VII., František I., vévoda klevský, lankrabě hesenský a vévoda saský. Giulio Clovio, polovina 16. století

Po uzavření míru s Francií Karel v roce 1547 podepsal Adrianopolské příměří s Osmanskou říší, která byla spojencem Františka I., aby tak uvolnil další habsburské zdroje pro konečné střetnutí se Šmalkaldským spolkem. V letech 1546 až 1547, známých jako Šmalkaldská válka, Karel a jeho spojenci bojovali proti spolku na územích ernestinského a albertinského Saska. Ačkoli vojenská síla spolku měla početní převahu, její velení bylo nekompetentní a nebylo s to shodnout se na definitivním bitevním plánu. I přesto, že papež Pavel III. stáhl své vojsko z císařské armády a o polovinu snížil svou finanční podporu, 24. dubna 1547 císařské vojsko sjednocené Karlem rozdrtilo ozbrojené síly spolku v bitvě u Mühlberka a mnoho z vůdců bylo zajato, především též Jan Bedřich Šlechetný. Filip Hesenský se pokusil vyjednávat, to však císař odmítl a v květnu se Filip vzdal. To teoreticky znamenalo, že se obyvatelstvo třiceti různých měst mělo vrátit ke katolictví, ve skutečnosti tomu tak ovšem nebylo. Tato bitva fakticky rozhodla o celkovém vítězství Karla, vzdorovala pouze dvě města. Mnoho knížat a hlavních reformátorů, mezi nimi Martin Bucer, však uprchlo do Anglie, kde přímo ovlivnili anglickou reformaci.

## Dozvuky

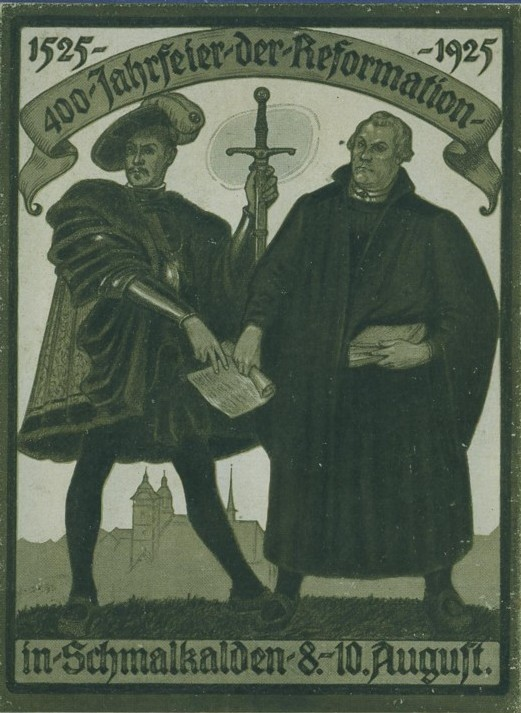
Novodobý plakát propagandy na Šmalkaldský spolek u příležitosti jeho 400. výročí (1925)

V roce 1548 vítězný Karel donutil Šmalkaldský spolek přijmout podmínky předložené v augsburském příměří. Do 50. let 16. století však protestantismus ve Střední Evropě zakořenil příliš hluboko na to, aby byl odstraněn násilím. Malé vítězství protestantů v roce 1552 přinutilo Karla, vyčerpaného třemi dekádami válek, podepsat pasovský mír, který protestantům garantoval některé svobody a zároveň ukončil veškeré Karlovy naděje na jednotu vyznání uvnitř říše. O tři roky později augsburský mír zlegalizoval luteránství uvnitř Svaté říše římské a knížata měla právo zvolit si svobodně oficiální vyznání na svých panstvích.